# Казе Орацио (Асколи Пичено)
Казе Орацио (итал. Case Orazio) насеље је у Италији у округу Асколи Пичено, региону Марке.
Према процени из 2011. у насељу је живело 12 становника. Насеље се налази на надморској висини од 489 м.